# Lago di Malchow (Meclemburgo)
Il lago di Malchow è un lago tedesco sito nel Land del Meclemburgo-Pomerania Anteriore, circondario della Piana dei laghi del Meclemburgo. Esso fa parte della catena di laghi che si estende dal Müritz fino al lago di Plau. Non va confuso con l'omonimo lago berlinese del quartiere di Malchow.

## Geografia
Il lago, che si estende interamente nel territorio della città tedesca di Malchow, ha una superficie totale a pelo d'acqua di 2,36 km² e finisce nel Fleesensee, indicata come estensione del fiume Elde nel lago di Petersdorf.
Il lago fa parte della via d'acqua federale Müritz-Elde di classe I; competente per le acque del lago è l'Ufficio delle Acque e della Navigazione di Lauenburg.
La corrente fluisce da nord-est verso sud-ovest. Il bacino lacustre è diviso dall'omonima isola del centro storico di Malchow e dalla diga in terra che porta sull'isola da est. Verso ovest vi è un collegamento mediante ponte girevole alla riva. Anche sull'isola vi sono quartieri della città, come sulle rive orientale ed occidentale.

## Storia
La città di Malchow era sita originariamente sull'isola che era collegata alla terraferma con un ponte in legno sulla riva orientale, fino alla sua distruzione avvenuta nel corso della guerra dei trent'anni. Tra il 1724 ed il 1846 il collegamento fra terraferma ed isola fu assicurato da un traghetto. Intanto, a seguito di alcuni grossi incendi avvenuti nel 1721, molti abitanti si trasferirono sulla terraferma e la città si estese sulle rive del lago. Nel 1846 venne eretta una diga in terra, che collega l'isola ad est con la riva.

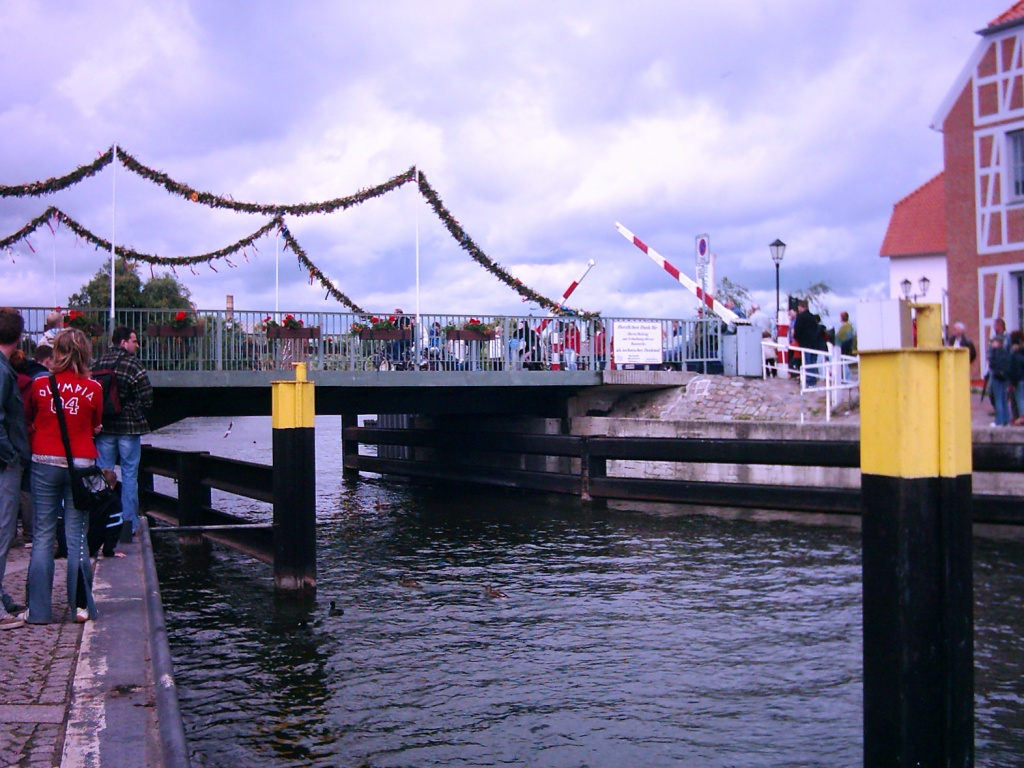
Ponte girevole di Malchow

Il lato occidentale fu collegato alla terraferma da un ponte fisso in legno fino al 1845, tra il 1845 ed il 1863 da un ponte girevole in legno. Nel 1912 venne eretto un ponte in acciaio che fu chiuso nel 1945. Negli anni 1948/49 fu eretto un nuovo ponte girevole, che nel 1991 dovette essere rimpiazzato.
L'altezza dello specchio d'acqua venne più volte modificata nei secoli passati, soprattutto per effetto d'interventi umani. Originariamente, nel XII secolo, esso era a 60 m s.l.m. Mediante sbarramenti per il funzionamento di mulini ad acqua e per la regolazione del flusso, il livello dell'acqua nell'intera catena di laghi, dal Müritz fino al lago di Plau, venne influenzato sia in un senso che nell'altro. Oggi il livello viene regolato all'uscita del lago di Plau fra valori da 61,61 a 62,36 m s.l.m.

## Altri progetti

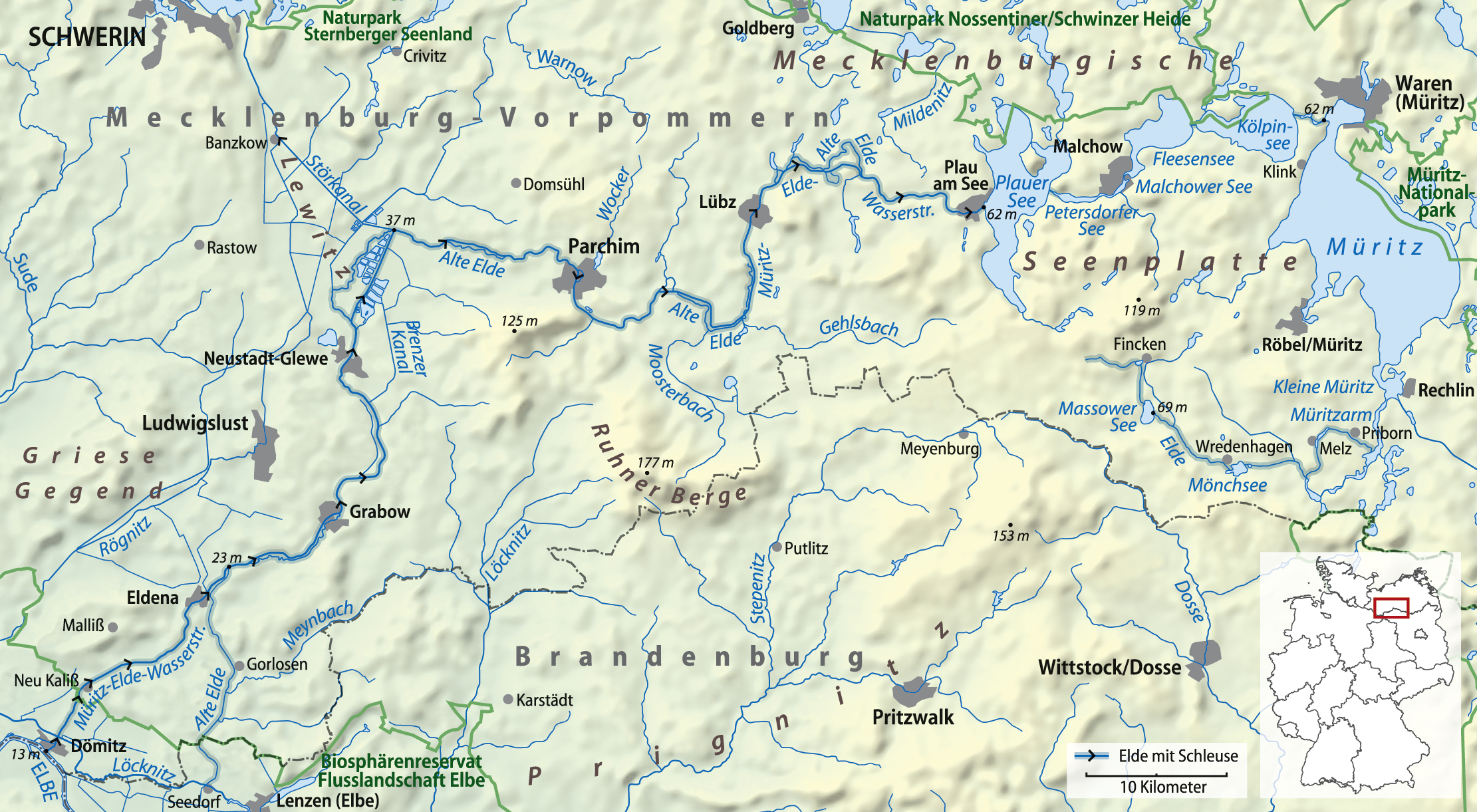
Mappa del percorso della Elde, che evidenzia la catena di laghi che si estende dal Müritz fino al lago di Plau.